# Carol Duran Moreno
Carol Duran Moreno   (Terrassa, 1979) és una músic, docent i gestora cultural catalana. Com a violinista ha estat membre dels grups La Carrau, Betzuca i Soroll Blanc, i també ha col·laborat amb nombrosos artistes com ara Las Migas, Sabor de Gràcia, Joan Dausà i els Tipus d'Interès, Primera Nota, Urbàlia Rurana, Cheb Balowski, Josep Thió, Feliu Ventura, Pepet i Marieta i Quico el Célio, el Noi i el Mut de Ferreries, entre d'altres. D'ençà del 2020 és la directora artística del Centre Artesà Tradicionàrius. El 2024 va ser designada directora general de Cultura Popular i Associacionisme Cultural del Departament de Cultura de la Generalitat de Catalunya.